# Tauntaun
Een tauntaun is een diersoort in het fictieve Star Wars-universum.
Tauntauns komen van nature voor op de ijsplaneet Hoth. Ze hebben kenmerken van zowel reptielen als zoogdieren. Tauntanus zijn ongeveer 2,5 meter hoog en bedekt met een witte vacht. Ze hebben twee lange hoorns die vanaf hun oor naar hun neus lopen. Ze zijn omnivoor en voeden zich voornamelijk met korstmos, paddenstoelen en andere schimmels. Ze kunnen twee keer per jaar twee jongen werpen. Ze zijn het belangrijkste prooi van de wampa's, een vleesetende diersoort op Hoth.
Tauntauns zijn te zien van de film The Empire Strikes Back. In deze film hebben de Rebellen een basis op de planeet Hoth. Ze worden gebruikt als rijdieren voor verkenners. In het begin van de film wordt Luke Skywalker van zijn tauntaun gerukt door een wampa. Han Solo verlaat de basis op een tauntaun en gaat op zoek naar hem. Als Solo de zwaargewonde Skywalker aantreft, snijdt hij zijn doodgevoren tauntaun open en stopt Luke in de buik van het dier, zodat hij warm kan blijven tijdens de extreme koude nacht op Hoth.
De dieren worden later ook geëxporteerd naar andere planeten met een koud klimaat (zoals de poolkappen van Coruscant) om als rij- en lastdieren en toeristenattractie te dienen.
In vroege ontwerpschetsen voor The Empire Strikes Back werd ëxperimenteerd met verschillende soorten tauntauns, waaronder knaagdier-achtige wezens en reptielachtigen, voordat de keuze voor een half-zoogdier, half-reptiel gemaakt werd. De tauntauns werden geanimeerd door middel van stop-motion-techniek voor afstandshots en een pop op ware grootte voor de closeups. De pop stond op een kort stuk rails zodat het kon "rennen". Toen de Hoth-scènes in Finse werden opgenomen, bleek de pop echter niet tegen de kou te kunnen en weigerde dienst.
De dieren komen in geen enkele andere Star Wars-film voor, hoewel Jabba de Hutt in Return of the Jedi wel een tauntaunkop als trofee aan de muur heeft hangen. Tauntauns komen voor in een aantal Star Wars-videospellen, waaronder Star Wars: Battlefront, Star Wars: Empire at War en Star Wars: Galactic Battlegrounds.
In 1980 werd een actiefiguurtje van de tauntaun uitgebracht die bereden kon worden door andere actiefiguurtjes. Twee jaar later werd een nieuwe versie uitgebracht waarbij Luke in de buik verstopt kon worden. De Tauntaun werd ook uitgebracht in de LEGO Star Wars-serie.